# Jérémy Nzeulie
Jérémy Nzeulie (Choisy-le-Roi, 15 febbraio 1991) è un cestista francese con cittadinanza camerunese.

## Carriera
Con il Camerun ha disputato tre edizioni dei Campionati africani (2013, 2015, 2021).

## Palmarès
- Campionato francese: 2

Nanterre 2012-13
Élan Chalon: 2016-17
- Coppa di Francia: 1

Nanterre: 2013-14
- Leaders Cup: 1

Strasburgo: 2019
- Match des Champions: 1

Nanterre: 2014
- EuroChallenge: 1

Nanterre: 2014-15

### Individuale
- LNB Pro A MVP finali: 1

Élan Chalon: 2016-17